# Anne Tjittes Reitsma
Anne Tjittes Reitsma (Lemmer, 16 december 1806 - Groningen, 1 april 1880) was een Nederlandse predikant, theoloog en schrijver.

## Biografie
Anne Tjittes Reitsma was de zoon van Trijntje Gerbens de Wind en Tjitte Stevens Reitsma. Hij studeerde in Franeker (1824) en theologie in Utrecht (1826). In 1864 kreeg hij een (theologisch) eredoctoraat aan de Rijksuniversiteit Groningen.
In 1830 werd hij beroepen als predikant in de hervormde gemeente te Oudemirdum. In 1838 ging hij naar Roordahuizum en van 1845 tot 1880 was hij predikant te Groningen.
Reitsma was gehuwd met Klaaske Noordenbos. Uit dit huwelijk werd in 1837 Johannes Reitsma geboren, de latere hoogleraar theologie.
Reitsma behoorde tot de 'Groninger richting' in de Nederlandse Hervormde Kerk, en verhield zich kritisch tot de 'moderne theologie'.
In de tijd dat hij in Roordahuizum stond behoorde hij tot de oprichters van het Fries Godgeleerd Gezelschap (1838). Hij werd secretaris van het gezelschap. Het (niet-officiële) motto van het gezelschap, 'De waarheid is in de vrijheid', is van Reitsma afkomstig.
Reitsma hield zich intensief met de natuurwetenschappen bezig. Een anonieme Engelse publicatie uit 1844, Vestiges of the Natural History of Creation, die veel later bleek te zijn geschreven door Robert Chambers, en die in 1849 door Johannes Hubertus van den Broek in het Nederlands was vertaald als Sporen van de natuurlijke geschiedenis der schepping, of schepping en voortgaande ontwikkeling van planten en dieren, onder den invloed en het beheer der natuurwetten veroorzaakte veel opschudding. Reitsma verzette zich fel tegen de gedachte van een "generatio spontanea", omdat deze in strijd was met het geloof in het scheppingswonder van God. Ook de leer van Charles Darwin moest het ontgelden.
Voor het Friesch Genootschap van Geschied-, Oudheid- en Taalkunde hield Reitsma in 1873 twee lezingen over het Oera Linda boek.

### Publicaties inWaarheid in Liefde
Reitsma publiceerde veel in Waarheid in Liefde, het "godgeleerd tijdschrift voor beschaafde christenen, naar de behoefte dezer dagen", waarvan hij van 1862 tot 1872 redactielid was. Bijvoorbeeld:
- 1849: 'Blik op de geschiedenis der opvoeding des menschdoms door God, ter aanwijzing, hoe God het zedelijk kwade zich laat ontwikkelen, voor Hij het uitroeit, en waarom Hij zoo handelt.' (p. 472f.)
- 1853: 'Welk verband bestaat er tusschen het geloof in Jezus Christus en onze zaligheid?' (p. 7-46)
- 1860: 'Over de velerlei oppositie tegen de Roomsch-Catholieke Kerk, kort voor den tijd der Hervorming. In: Waarheid in Liefde, 1860 - III, p. 487-582.[10]

### Theologische boeken
- [1856]: Armoede en christendom. s.l. : Uitgegeven voor rekening der Broederschap Phylactèrion.[11]
- 1862: De Moderne Theologie. Beoordeeld uit het standpunt der moderne Natuur- en Wereldbeschouwing. Groningen : P. Noordhoff.[12]
  - zie ook: dr. L.H. Slotemaker (1862) – De voorlezingen van dr. A.T. Reitsma over de Moderne Theologie. Utrecht : J. Greven.[13]
  - en: Ottema, J. G. (1862). Open brief van Dr. J.G. Ottema aan Ds. A.T. Reitsma, over zijne beoordeeling van de moderne theologie. Leeuwarden: H. Kuipers.[14]

### Bijdragen aanAlbum der Natuur
Tussen 1853 en 1879 leverde Reitsma in totaal ongeveer 50 bijdragen aan Album der Natuur, een Nederlands populairwetenschappelijk tijdschrift. Die bijdragen gingen over een breed scala van onderwerpen. Bijvoorbeeld:
- 1853:  'Over de ontdekking der kleine Planeten, gewoonlijk Asteroïden of Planetoïden genoemd,' zijn eerste bijdrage aan Album der Natuur, jaargang 1853, p. 97-112.[16]
- 1854:  'Over de baan die de aarde rondom de zon beschrijft,' p. 33–60
- 1856:  'Over het meer Takht-i-Soleiman en den heuvel Zindan-i-Soleiman, in het noordelijk gedeelte van Medie,' jaargang 1856, p. 84–94
- 1866: 'De blaauwe grot van Capri,' p. 253-255.[17]
- 1867: 'De zandwesp' (Bembex ciliata).[18]

- Biografisch Portaal: 41806492
- Digitale Bibliotheek voor de Nederlandse Letteren: reit006
- International Standard Name Identifier: 0000 0003 8723 8822
- Nederlandse Thesaurus van Auteursnamen: 072474351
- Virtual International Authority File: 280183403
- WorldCat: E39PBJwHkdhcJvtqY3bydjgdwC